# Montigné-lès-Rairies
Montigné-lès-Rairies ist eine französische Gemeinde mit 433 Einwohnern (Stand: 1. Januar 2022) im Département Maine-et-Loire in der Region Pays de la Loire. Sie gehört zum Arrondissement Angers und zum Kanton Tiercé. Die Einwohner werden Ignémontains genannt.

## Geographie
Die Gemeinde Montigné-lès-Rairies liegt etwa 31 Kilometer nordöstlich von Angers in der Landschaft Baugeois. Das Gemeindegebiet im Einzugsgebiet des Loir wird vom Flüsschen Pont Rame durchquert. Umgeben wird Montigné-lès-Rairies von den Nachbargemeinden Les Rairies im Norden, Baugé-en-Anjou im Osten und Süden sowie Durtal im Westen.

## Bevölkerungsentwicklung
| Jahr                       | 1962 | 1968 | 1975 | 1982 | 1990 | 1999 | 2006 | 2013 | 2022 |
| Einwohner                  | 397  | 394  | 353  | 349  | 365  | 350  | 360  | 378  | 433  |
| Quellen: Cassini und INSEE |      |      |      |      |      |      |      |      |      |

## Sehenswürdigkeiten

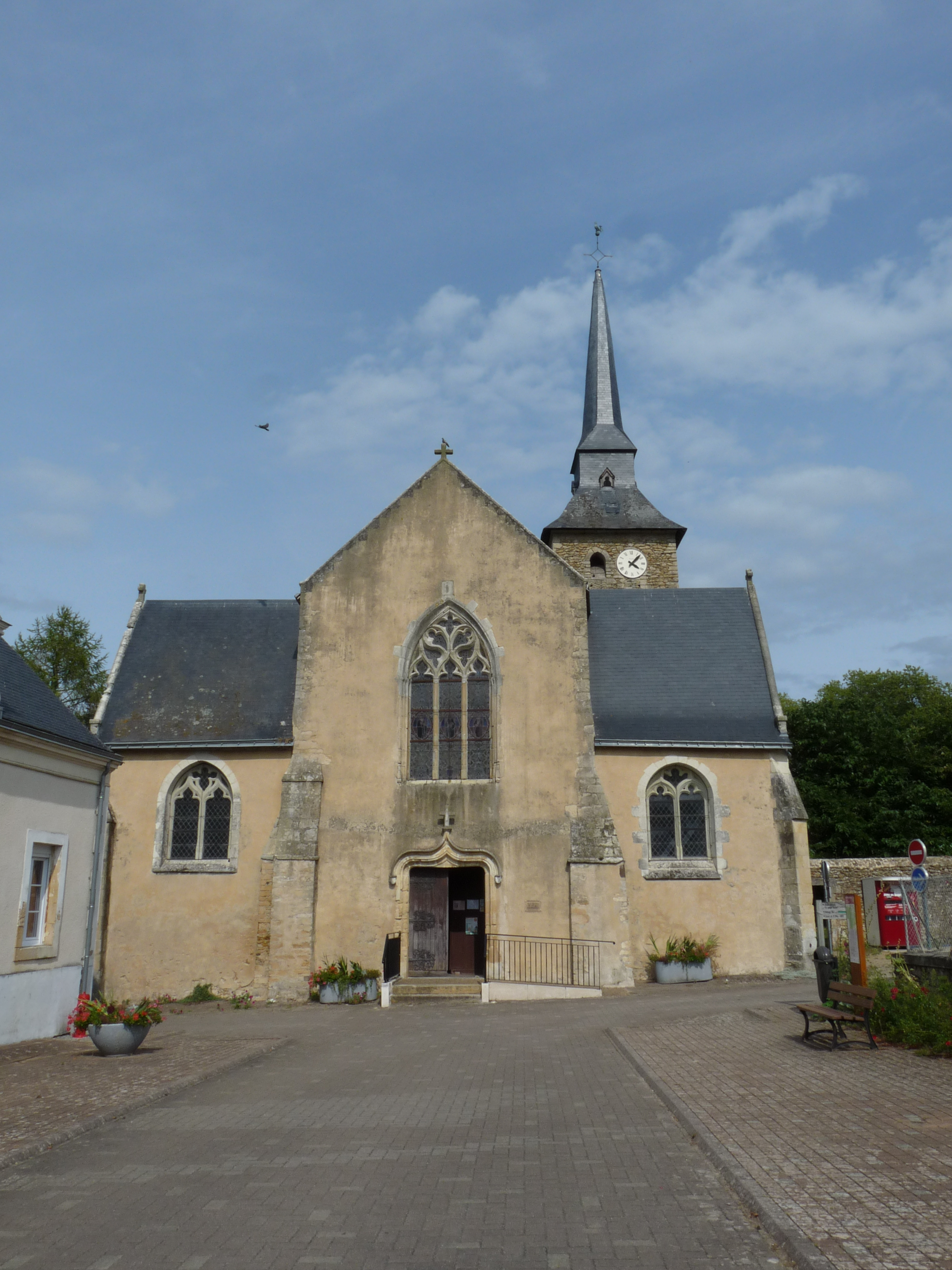
Kirche Saint-Pierre
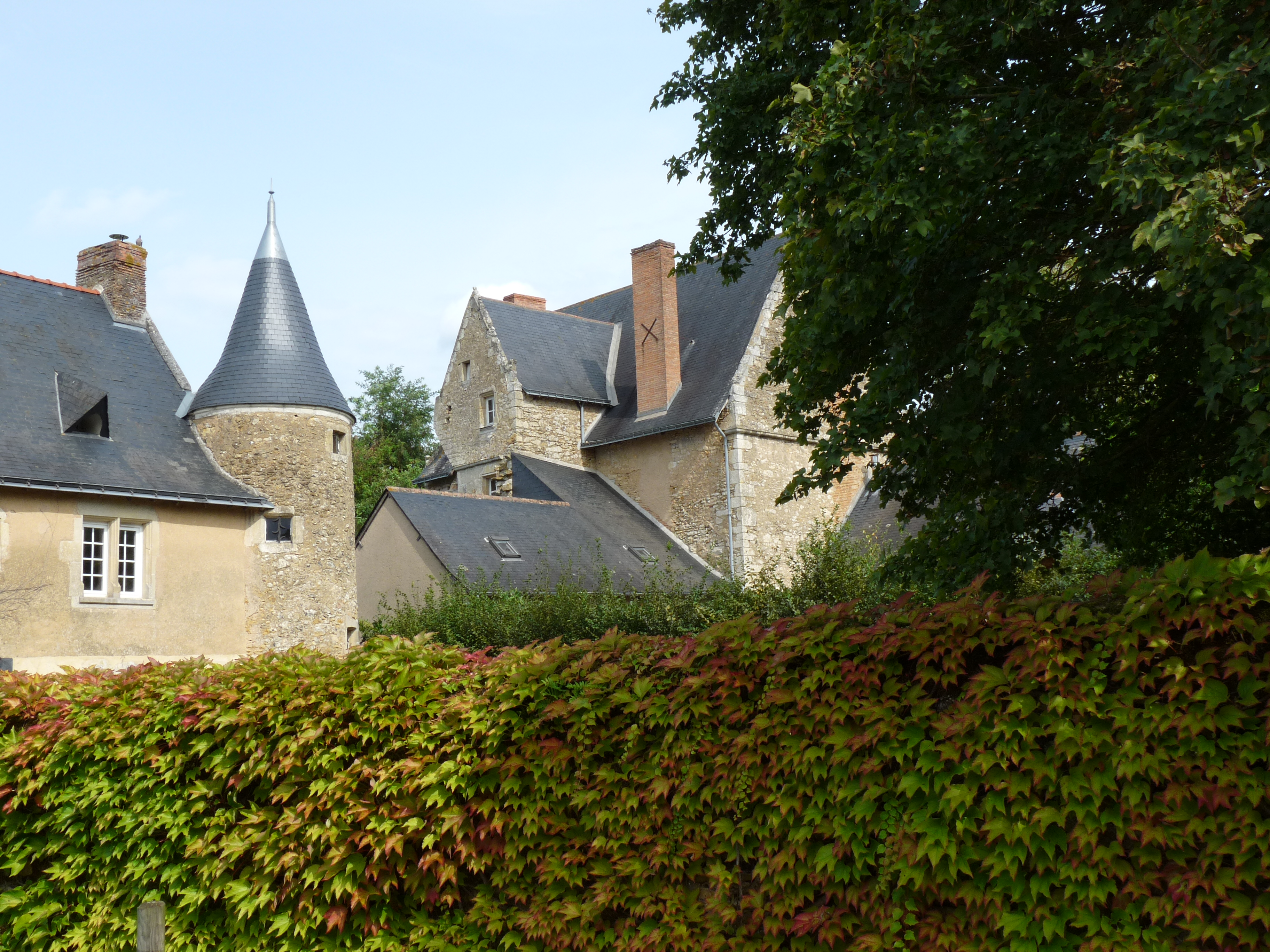
Herrenhaus
- Schloss Mené

- Kirche Saint-Pierre
- Herrenhaus